# Radioisótopo extinto
Un radionucleido extinto o radionúclido extinto es un radionucleido que se formó por nucleosíntesis antes de la formación del Sistema solar, hace unos 4.600 millones de años, y se incorporó a él, pero desde entonces se ha descompuesto a una abundancia prácticamente nula, debido a que tiene una vida media más corta que aproximadamente 100 millones de años.
Los radioisótopos de vida corta que se encuentran en la naturaleza son generados o rellenados continuamente por procesos naturales, como los rayos cósmicos (nucleidos cosmogénicos), la radiación de fondo o la cadena de desintegración o la fisión espontánea de isótopos de vida muy larga, como los del uranio y los del torio.
Los isótopos de vida corta que no son generados o rellenados por procesos naturales. No se encuentran en la naturaleza, por lo cual se conocen como radionúclidos extintos. Su existencia anterior se deduce de una superabundancia de sus productos de decaimiento estables.
Ejemplos de radionúclidos extintos incluyen el yodo-129 (el primero en notarse en 1960, inferido del exceso de concentraciones de xenón-129 en los meteoritos, en el sistema de datación con xenón-yodo), aluminio-26 (inferido del magnesio-26 extra encontrado en los meteoritos), y el hierro-60.
El Sistema solar y la Tierra se formaron a partir de nucleidos primordiales y nucleidos extintos. Los nucleidos extintos se han desintegrado, pero los nucleidos primordiales todavía existen en su estado original (sin decaimiento). Hay 253 nucleidos primordiales estables y restos de 33 radionúclidos primordiales que tienen vidas medias muy largas.

## Lista de radionucleidos extintos
Una lista parcial de radionúclidos que no se encuentran en la Tierra, pero de los cuales existen productos de descomposición:
| Isótopo       | Vida media (Ma) | Producto de decaimiento                              |
| ------------- | --------------- | ---------------------------------------------------- |
| Plutonio-244  | 80.8            | Torio-232, productos de fisión (especialmente xenón) |
| Samario-146   | 68.7            | Neodimio-142 (estable)                               |
| Niobio-92     | 34.7            | Circonio-92                                          |
| Yodo-129      | 15.7            | Xenón-129 (estable)                                  |
| Curio-247     | 15.6            | Uranio-235                                           |
| Plomo-205     | 15.3            | Talio-205                                            |
| Hafnio-182    | 8.91            | Tungsteno-182                                        |
| Paladio-107   | 6.53            | Plata-107                                            |
| Tecnecio-98   | 4.2 o 6.6       | Rutenio-98                                           |
| Disprosio-154 | 3.01            | Samario-150                                          |
| Hierro-60     | 2.62            | Níquel-60                                            |
| Tecnecio-97   | 2.6 o 4.2       | Molibdeno-97                                         |
| Cesio-135     | 2.33            | Bario-135                                            |
| Gadolinio-150 | 1.798           | Neodimio-142 (estable)                               |
| Circonio-93   | 1.53            | Niobio-93                                            |
| Aluminio-26   | 0.717           | Magnesio-26 (estable)                                |

Los isótopos notables con vidas más cortas aún producidas en la Tierra incluyen:
- Manganeso-53 y berilio-10. Se producen por espalación de rayos cósmicos en el polvo de la atmósfera superior.
- Uranio-236. Se produce en minerales de uranio por neutrones de otros radioisótopos.
- Yodo-129. Se produce a partir de telurio-130 por muones de rayos cósmicos y de la espalación de rayos cósmicos de isótopos estables de xenón en la atmósfera.

También se producen radioisótopos de vidas medias menores a un millón de años: por ejemplo, carbono-14, por la producción de rayos cósmicos en la atmósfera (vida media 5.730 años).